# 克魯滕凱 (北頓涅茨克區)
49°10′35″N 38°24′57″E / 49.17639°N 38.41583°E
克魯滕凯（烏克蘭語：Крутеньке）是位於烏克蘭東部的村莊，由盧甘斯克州北頓涅茨克區的魯比日內市鎮負責管轄。該村始建於1960年，面積0.006平方公里，海拔高度163米，2001年人口7，人口密度每平方公里1,166.7人。